# Skör kvastmossa
Skör kvastmossa (Dicranum fragilifolium) är en bladmossart som beskrevs av Lindberg 1857. Skör kvastmossa ingår i släktet kvastmossor, och familjen Dicranaceae. Arten är reproducerande i Sverige. Inga underarter finns listade i Catalogue of Life.